# Terzo
Terzo – miejscowość i gmina we Włoszech, w regionie Piemont, w prowincji Alessandria.
Według danych na styczeń 2010 gminę zamieszkiwały 892 osoby przy gęstości zaludnienia 101,7 os./1 km².